# Moschus anhuiensis
Il mosco dell'Anhui (Moschus anhuiensis Wang, Hu e Yan, 1982) è una specie di mosco in pericolo di estinzione originaria della Cina. In passato veniva considerato una sottospecie di Moschus berezovskii o di Moschus moschiferus, ma attualmente viene trattato come specie a parte.

## Distribuzione e habitat
Questa rara specie di mosco vive solamente nell'area attorno al Monte Dabie, nella regione occidentale della provincia dell'Anhui, ma forse potrebbe vivere anche nella parte del monte appartenente alla provincia dell'Hubei.

## Biologia
Le abitudini del mosco dell'Anhui sono poco conosciute, ma probabilmente non differiscono molto da quelle di M. berezovskii e M. moschiferus. Vive nelle foreste di alta quota, sia di conifere che di latifoglie. Le femmine raggiungono presto la maturità sessuale e sono in grado di riprodursi entro il primo anno di vita; i parti gemellari sono frequenti.